# The Brothers Grunt
The Brothers Grunt è una serie televisiva animata statunitense-canadese del 1994, creata e diretta da Danny Antonucci e sceneggiata da quest'ultimo assieme a Dennis Heaton e Rod Filbrandt.
La serie è stata trasmessa per la prima volta negli Stati Uniti su MTV dal 15 agosto 1994 al 9 aprile 1995.
La serie è incentrata sulle vicende di Frank, Tony, Bing, Dean e Sammy, un gruppo di umanoidi pallidi e gommosi, lontanamente imparentati con gli esseri umani, tutti apparentemente maschi in mutande, alla ricerca del loro fratello perduto Perry.
Nonostante abbia guadagnato popolarità nei festival d'animazione, la serie ebbe una breve durata e fu accolta con un ricevimento generalmente negativo.

## Trama
La serie è incentrata su un gruppo di umanoidi pallidi, gommosi, scontrosi, involontariamente spastici, con gli occhi gialli e costipati, che sono lontanamente imparentati con gli esseri umani. Sono tutti apparentemente maschi e indossano solamente delle mutande. Il loro alimento principale è il formaggio; tuttavia, sono in grado di mangiare altri cibi e piatti. Il loro unico genitore è un individuo acquatico gigante chiamato Primus Gruntus Maximus, dal quale sono nati come embrioni all'interno delle verruche della pelle in modo simile a quello dei pipa pipa. Vivono in un monastero nel deserto. Dopo la formazione di un gruppo, composto dalla maggior parte dei sopravvissuti della loro specie, i protagonisti Frank, Tony, Bing, Dean e Sammy vagano nel tentativo di ritrovare il loro fratello sperduto Perry.

## Episodi
| Stagione         | Episodi | Prima TV USA | Prima TV Italia |
| ---------------- | ------- | ------------ | --------------- |
| Prima stagione   | 6       | 1994         | inedita         |
| Seconda stagione | 6       | 1994         | inedita         |
| Terza stagione   | 8       | 1994         | inedita         |
| Quarta stagione  | 15      | 1995         | inedita         |

## Personaggi e doppiatori

### Personaggi principali
- Frank, doppiato da Doug Parker.
- Tony, doppiato da Doug Parker.
- Bing, doppiato da Doug Parker.
- Dean, doppiato da Doug Parker.
- Sammy, doppiato da Doug Parker.
- Perry, doppiato da Doug Parker.

### Personaggi ricorrenti
- Gruntus Poobah, doppiato da Doug Parker.
- The Dıflash Queen, doppiata da Jennifer Wilson.
- Primus Gruntus Maximumus, doppiato da Doug Parker.
- The Dıflash Queen's İgnam lamp, doppiata da Jennifer Wilson.
- The Smein, doppiato da Doug Parker.
- Krischmäßante, doppiato da Doug Parker.
- Babbo Natale, doppiato da Doug Parker.

## Produzione

### Ideazione e sviluppo
Le origini della serie risalgono al 1993, quando venne trasmesso uno spot su MTV chiamato Grunt MTV. All'epoca, il fumettista Danny Antonucci aveva animato diversi spot per MTV per trovare lavoro al di fuori della International Rocketship Ltd., per la quale aveva lavorato dal 1984. Sebbene Danny godesse del successo del cortometraggio Lupo the Butcher, voleva lasciare la International Rocketship Ltd. e riniziare da una compagnia d'animazione. Il risultato fu A.k.a. Cartoon, che fu aperto il 1º aprile 1994. Lo studio iniziò come un modo per creare The Brothers Grunt dopo che l'esecutivo Abby Terkel di MTV gli chiese di trasformare lo spot del 1993 in una serie televisiva.